# 라타키아주
라타키아주(아랍어: مُحافظة اللاذقية)는 시리아를 구성하는 14개 주 가운데 하나로, 주도는 라타키아이며 면적은 2,360km2, 인구는 943,000명(2007년 기준)이다. 시리아 서부에 위치하고 있고 북동쪽으로는 이들리브주, 동쪽으로는 하마주, 남쪽으로는 타르투스주와 인접해 있으며 북쪽으로는 터키, 서쪽으로는 지중해 연안과 인접해 있다.